# Aleksandr Tvardovski

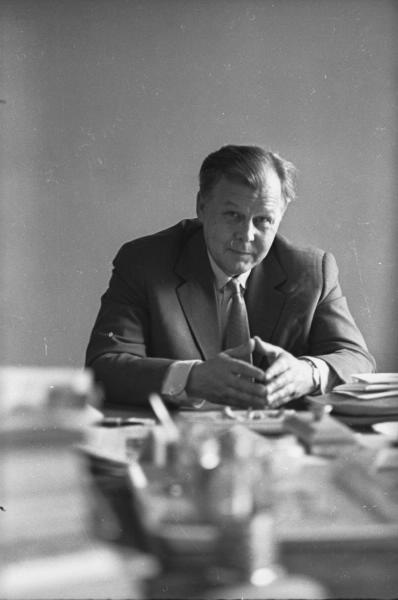
Tvardovsky em 1960

Aleksandr Trifonovitch Tvardovski (em russo:  Александр Трифонович Твардовский) (21 de Junho [calendário novo, 8 de junho no calendário novo] 1910 – 18 de Dezembro de 1971) foi um escritor e poeta soviético, conhecido por seu período como Editor-em-Chefe da Novyi Mir, a revista grossa que definiu os anos 60 na URSS. Como escritor, ele é mais conhecido pelo poema épico Vasili Tiorkin.

## Biografia
Tvardovsky nasceu em uma família russa em Zagorye, no Império Russo . Na época de seu nascimento, a família morava em uma fazenda que seu pai havia comprado em parcelas do Banco de Terras Camponesas. O pai de Tvardovski, filho de um soldado sem terra, era ferreiro de profissão.
O pai de Tvardovsky era um homem culto e inteligente que frequentemente lia para Aleksandr e o resto da família. Desde cedo, Aleksandr se familiarizou com as obras de Alexander Pushkin, Nikolai Gogol, Mikhail Lermontov, Nikolay Nekrasov e outros. Ele começou a compor poesia ainda muito jovem. Aos 13 anos, ele mostrou alguns de seus poemas a um jovem professor que lhe disse que a poesia deveria ser escrita da forma mais ininteligível possível para ser reconhecida pela crítica. Seu primeiro poema publicado foi "Uma Nova Cabana", que foi impresso no jornal Vila de Smolensk.

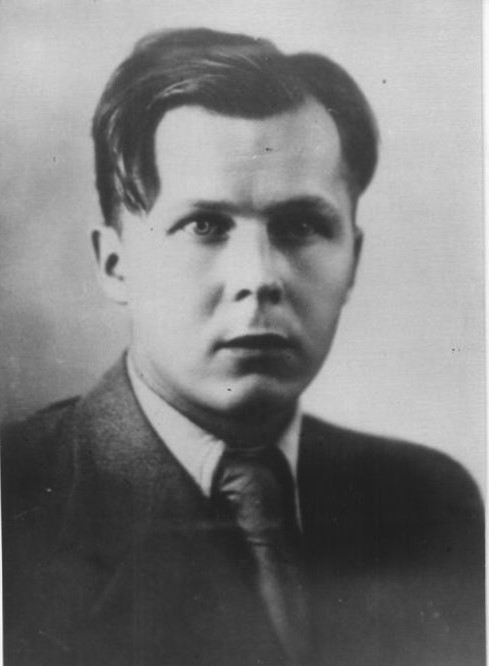
Tvardovsky em 1940

Ele deixou a escola da aldeia por causa da pobreza depois de frequentar apenas quatro classes e se dedicou inteiramente à literatura. Aleksandr ingressou em um Instituto Pedagógico com a ajuda de um funcionário do partido, mas não concluiu seus estudos lá. Ele começou a publicar mais nos anos 30, com O Caminho para o Socialismo (1931) e A Terra de Muravia (1934-36), que recebeu o Prêmio Stalin.
O pai de Tvardovsky foi acusado de ser um kulak durante o período de coletivização na União Soviética . Em 1930, depois que Aleksandr se mudou para Smolensk, seu pai fugiu da casa da família com medo de ser preso. Em 1931, além de Aleksandr, toda a família foi deportada de Zagorye. A família passou vários anos se mudando de um lugar para outro, se separando e se reunindo, em busca de trabalho e segurança. Alguns deles passaram algum tempo em campos de trabalho. Em agosto de 1931, quando seu pai e seu irmão chegaram inesperadamente a Smolensk para trabalhar, Aleksandr chamou a polícia e seu pai foi preso.
Tvardovsky reconheceu a culpa que sentia por seu pai em seu poema tardio, "Por Direito de Memória" (1968).
Em 1939, Tvardovski participou da invasão soviética da Polônia e também da Guerra de Inverno, onde fez parte de uma "brigada de escritores" compondo versos patrióticos. Ele se juntou ao Partido Comunista da União Soviética em 1940 e foi correspondente de guerra durante a Segunda Guerra Mundial. No início da guerra, ele começou a trabalhar de forma independente em seu poema Vasili Tiorkin. Durante os anos do pós-guerra, ele atuou como editor-chefe da Novy Mir, uma revista literária extremamente influente. Ele se tornou o editor-chefe do Novy Mir em 1949. Ele foi demitido de seu cargo em 1954 por publicar artigos oficialmente inaceitáveis de V. Pomerantsev, Fyodor Abramov e M. Shcheglov. Ele foi nomeado editor-chefe novamente em julho de 1958.
Tvardovsky lutou arduamente para manter a independência tradicional que Novy Mir tinha, mesmo contra a desaprovação oficial. Durante sua gestão, a revista publicou Degelo,de Ilya Ehrenburg, o romance que acabou dando nome ao Degelo de Khrushchev, em 1954, The Vologda Wedding, de Alexander Yashin, em 1962, e Um Dia na Vida de Ivan Denisovitch, de Aleksandr Solzhenitsyn, em 1962.  Durante aqueles anos, a revista Oktyabr', com o editor-chefe Vsevolod Kochetov, era a contraparte pró-soviética, antiocidental e antiliberal do Novy Mir de Tvardovsky.
Em 18 de agosto de 1963, o jornal Izvestia publicou o poema de Tvardovsky Tyorkin no Outro Mundo, uma sátira na qual o herói continuou a enfrentar obstruções burocráticas mesmo na vida após a morte, com uma introdução elogiando a obra, assinada por Adzhubey. Tvardovsky escreveu este poema em 1954, mas foi proibido por nove anos e foi uma das razões pelas quais ele foi temporariamente demitido da editoria de Novy mir . Poucos dias antes de ser finalmente publicado, Tvardovsky recebeu a honra de ser convidado a recitar o poema para Khrushchev e um grupo de escritores estrangeiros em Gagra .
Em janeiro de 1965, alguns meses após a deposição de Khrushchev, Tvardovsky escreveu um artigo comemorando os 40 anos do Novy Mir, no qual destacou vários novos escritores jovens para elogios, incluindo Andrei Sinyavsky . Em 15 de abril, o Izvestia - sob a direção de um novo editor-chefe - encomendou um artigo acusando Tvardovsky de "perder o senso de proporção" quando criticou a literatura stalinista e de ser um grande admirador de Soljenitsin. Cinco meses depois, Sinyavski foi preso. Segundo rumores, as autoridades pretendiam então demitir Tvardovsky e nomear Konstantin Simonov no seu lugar, mas Simonov recusou o cargo e a equipa de Tvardovski ameaçou fazer greve.
Em fevereiro de 1970, Tvardovsky foi demitido da Novy Mir . Em maio, Zhores Medvedev, um colaborador do Novy Mir, foi preso e internado em um hospital psiquiátrico em Kaluga. Tvardovsky e o escritor Vladimir Tendryakov visitaram Medvedev em 6 de junho, quando, segundo Medvedev, "os médicos ficaram profundamente afetados pela conversa" e concordaram em libertar Medvedev. No dia em que foi libertado, em 17 de junho, Tvardovsky foi convocado perante um funcionário do partido comunista, repreendido por interferir no caso e informado de que "nós lhe daríamos um prêmio muito diferente". Esta foi uma referência ao seu 60º aniversário, quando foi condecorado com a Ordem da Bandeira Vermelha "por serviços ao desenvolvimento da poesia soviética"  - o que implica que ele teria recebido um prêmio de maior prestígio se não tivesse intervindo.
Devastado por perder a editoria da Novy Mir, a saúde de Tvardovsky piorou e ele morreu em dezembro de 1971. Ao saber de sua morte, Solzhenitsyn escreveu:

There are many ways of killing a poet. The method chosen for Tvardovsky was to take away his off-spring, his passion, his journal. The sixteen years of insults meekly endured by this hero were little, so long as his journal survived, so long as literature was not stopped, so long as people were printed in it and people read it. Too little! So they heaped the coals of disbandment, destruction and injustice upon him. Within six months, these coals had consumed him. Six months later, he took to his death-bed.
Tvardovsky recebeu o Prêmio Stalin (1941, 1946, 1947), o Prêmio de Estado da URSS (1971) e o Prêmio Lenin (1961) pelo grande poema, Distância após Distância (За далью – даль 1950–60), uma coleção de impressões poéticas e meditações sobre a vida russa concebida pela primeira vez durante uma viagem na Ferrovia Transiberiana.